# Porta Pispini
Die Porta Pispini (auch Porta dei Pispini genannt, früher Porta San Viene) ist ein Stadttor in Siena und Teil der Stadtmauern von Siena.

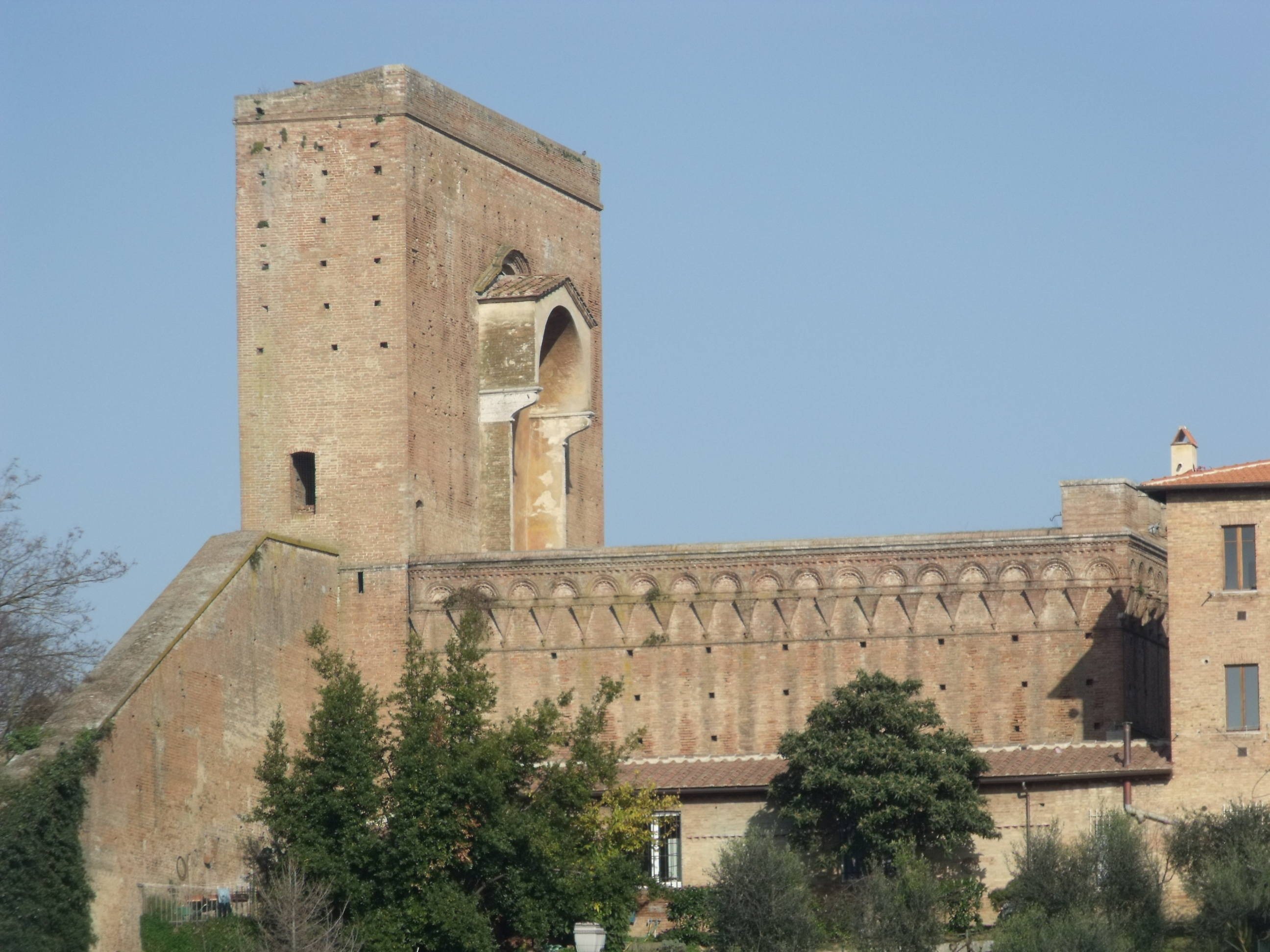
Die Porta Pispini vom Süden gesehen

## Lage
Das Stadttor Porta Pispini liegt am südwestlichen Ende von Siena am Ende der Via Pispini (Via dei Pispini). Die weiterführende Straße nach dem Stadttor heißt Via Aretina (hier verlaufsgleich mit der Via Lauretana), benannt nach dem Weg nach Arezzo. Der historische Weg führte hierbei über Asciano, Rapolano Terme und Monte San Savino nach Arezzo und endete schließlich in Fano an der Adriaküste.
Das Stadttor liegt im Stadtdrittel Terzo di San Martino in der Contrada Nicchio (Muschel) und liegt im Stadtmauerring zwischen der Porta Ovile (auch Porta d’Ovile oder Porta a Ovile genannt) und der Porta Romana.

## Aufbau
Die Porta Pispini ist ein Kammertor und verfügt über insgesamt drei verschließbare Tore, wobei der Hauptturm (Torrione) sich in der Mitte der beiden Vortore befindet. Der Hauptturm selber besitzt zwei verschiedene Schließmachanismen, wobei eines als Fallgatter (Saracinesca) wirkt.

## Geschichte
Der Legende nach wurden die sterblichen Überreste des heiligen Sant’Ansano, heute Schutzpatron der Stadt Siena, am 6. Februar 1107 nach seinem Martyrium bei Monteaperti (heute Ortsteil von Castelnuovo Berardenga) im Jahr 304 durch einen eigens errichteten Triumphbogen an der Stelle des heutigen Stadttores in die Stadt gebracht. Daher war der erste Name des Tores Porta San Viene (San Viene, nach Il Santo viene – der Heilige kommt). Zunächst wurde das Tor wahrscheinlich der Sant’Eugenia gewidmet und war um 1310 auch als Porta Santa Eugenia dokumentiert. Historische Bedeutung erlangte das Stadttor für Siena, als am 3. September 1260 die seneser Armee unter Führung von Provenzano Salvani durch das Stadttor ausrückte, um Tags darauf in der Schlacht von Montaperti die Truppen aus Florenz zu besiegen. Der Bau des heutigen Tores wurde 1326 durch den Architekten Minuccio di Rinaldo begonnen und hatte den Zweck, die Unterorte (Borghi) um die Abtei Abbadia Nuova mit der Erweiterung der Stadtmauern an den Stadtkern anzuschließen. Der Bau fand im Rahmen der vierten Stadtmauererweiterung statt. Dabei entstand das Stadttor bereits vor der Fertigstellung der Stadtmauern in diesem Abschnitt. Namensgebend ist der nahegelegene Brunnen Fontana dei Pispinelli (Springbrunnen). Dieser war seit 1395 dokumentiert und wurde 1467 und 1534 durch einen neuen Brunnen ersetzt, wobei der Namensübertrag auf des Stadttor erst nach 1534 stattfand.

## Fortino Peruzziano
Die fast an das Stadttor angrenzende Bastion entstand kurz nördlich des Tores in den Jahren von 1527 bis 1529 durch Baldassare Peruzzi. Es ist heute die noch am besten erhalten gebliebene Bastion des Peruzzi.

## Kunst
- Die Innenseite des Torrione enthält ein Fresko des Sodoma (La natività del nostro Signore), welches im Jahr 1531 entstand und heute fast vollständig zerstört ist.[5] Die wenigen Überbleibsel des Freskos befinden sich heute an der Innenseite der Fassade der Basilica di San Francesco.[8] Das Fresko enthielt zudem ein Selbstporträt des Sodoma.[10]
- In den Innenräumen in einem Tabernakel befindet sich das Fresko einer Madonna von Sano di Pietro.[5]

## Bilder

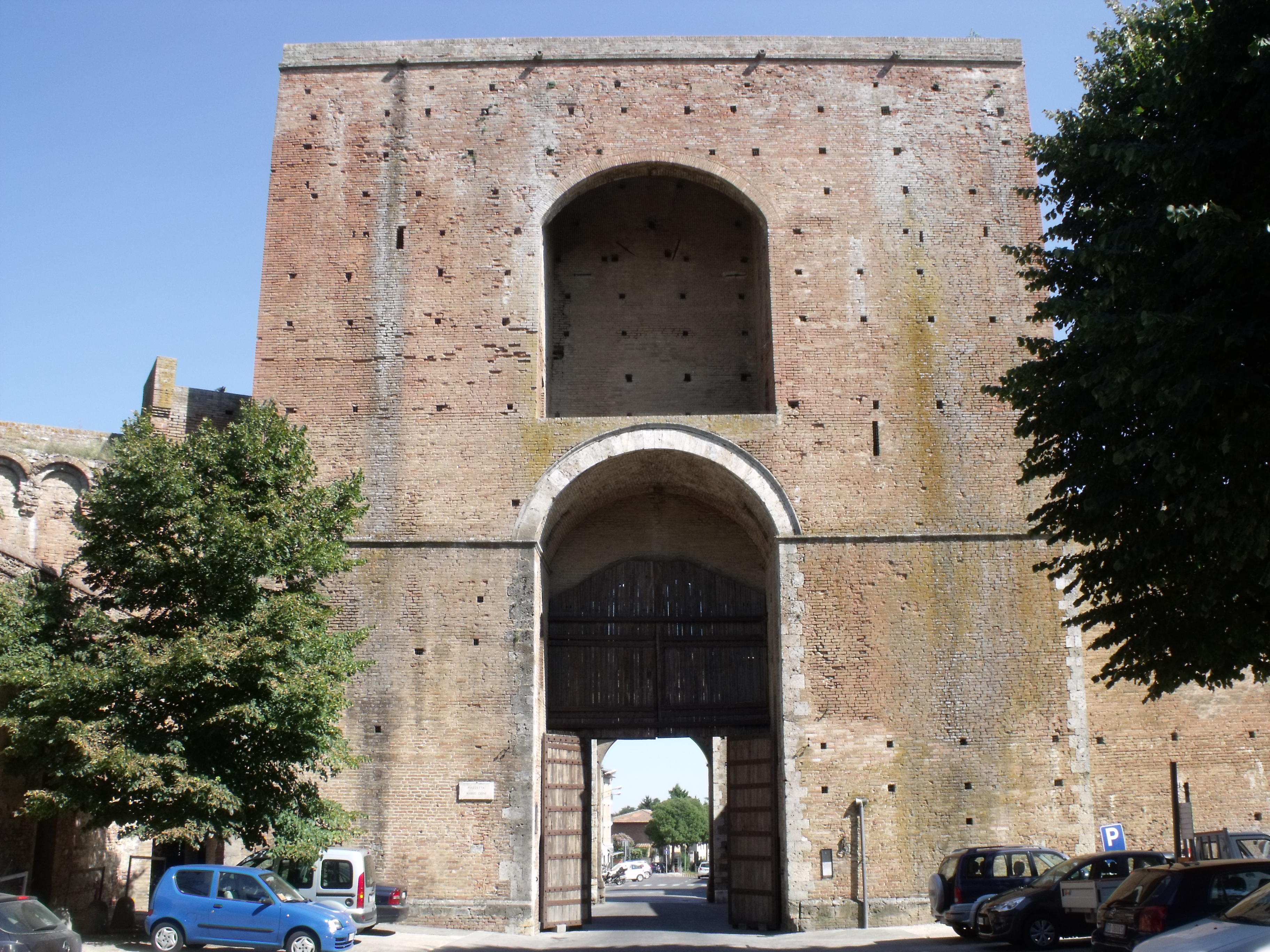
Der Mittelturm Torrione von Innen gesehen
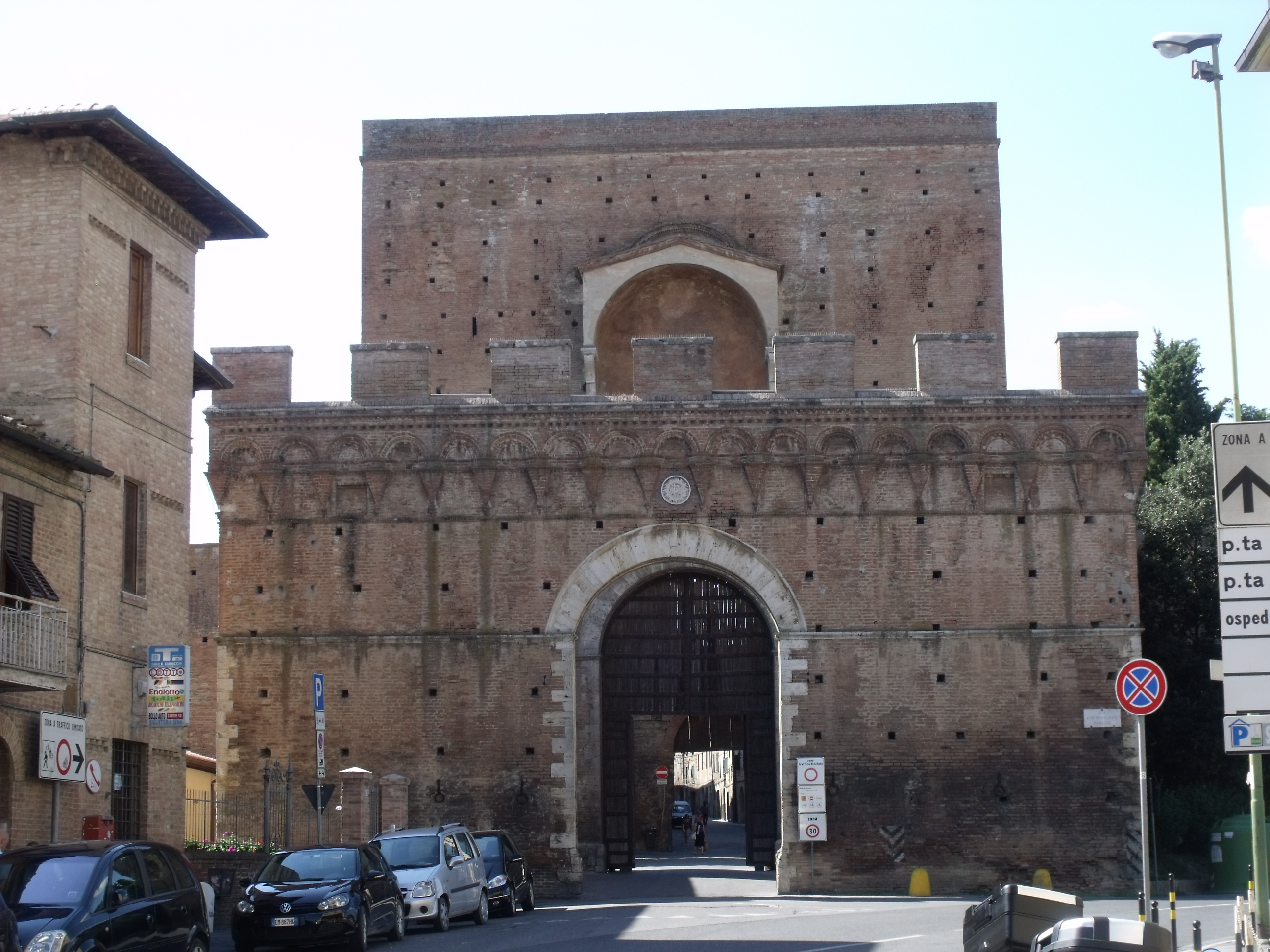
Die Außenfassade
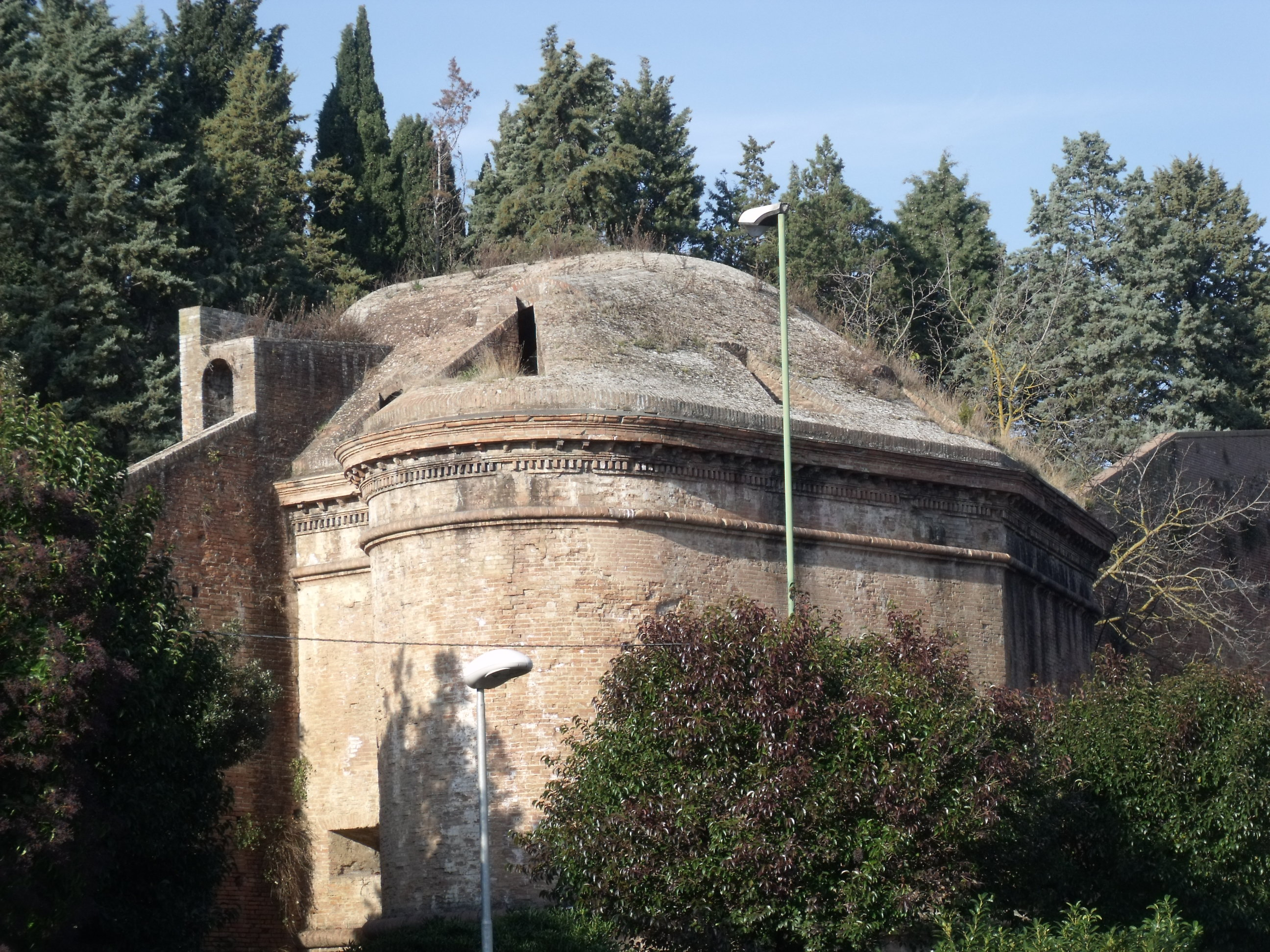
Die Bastion Fortino Peruzziano nahe dem Stadttor